# Roberto Amorisa
Roberto Amorisa (nacido el 7 de junio de 1923 en Buenos Aires, Argentina - fallecido en Buenos Aires, Argentina) fue un futbolista argentino que se desempeñaba como delantero.

## Características
Acreditaba un veloz recorrido por la banda, una sugestiva facilidad para hacer diagonales y quedar cara a cara con los guardametas rivales, tenía un remate potente y, generalmente, colocado. Era uno de los elegidos para los tiros desde el punto penal.

## Trayectoria
Jugó en la Primera División de Argentina en Ferro Carril Oeste y en 1945 pasó a All Boys donde se afianzó en el primer equipo y fue un delantero muy importante para el equipo Blanquinegro.

## Clubes
| Club                          | Temporada                     | Liga | Liga | Copa | Copa | Internacional | Internacional | Total | Total |
| Club                          | Temporada                     | PJ   | G    | PJ   | G    | PJ            | G             | PJ    | G     |
| ----------------------------- | ----------------------------- | ---- | ---- | ---- | ---- | ------------- | ------------- | ----- | ----- |
| Ferro Carril Oeste            | Primera División 1941         | 3    | 0    | -    | -    | -             | -             | 3     | 0     |
| Ferro Carril Oeste            | Primera División 1942         | 1    | 0    | -    | -    | -             | -             | 1     | 0     |
| Totales en Ferro Carril Oeste | Totales en Ferro Carril Oeste | 4    | 0    | -    | -    | -             | -             | 4     | 0     |
| All Boys                      | Segunda División 1945         | ?    | ?    | -    | -    | -             | -             | ?     | ?     |
| All Boys                      | Tercera División 1946         | ?    | ?    | -    | -    | -             | -             | ?     | ?     |
| All Boys                      | Segunda División 1947         | ?    | ?    | -    | -    | -             | -             | ?     | ?     |
| All Boys                      | Segunda División 1948         | ?    | ?    | -    | -    | -             | -             | ?     | ?     |
| All Boys                      | Segunda División 1949         | 33   | 16   | -    | -    | -             | -             | 33    | 16    |
| All Boys                      | Tercera División 1950         | 16   | 4    | -    | -    | -             | -             | 16    | 4     |
| All Boys                      | Segunda División 1951         | ?    | ?    | -    | -    | -             | -             | ?     | ?     |
| All Boys                      | Segunda División 1952         | ?    | ?    | 1    | 1    | -             | -             | ?     | ?     |
| All Boys                      | Segunda División 1953         | ?    | ?    | -    | -    | -             | -             | ?     | ?     |
| All Boys                      | Segunda División 1954         | 4    | 0    | -    | -    | -             | -             | 4     | 0     |
| Totales en All Boys           | Totales en All Boys           | 239  | 96   | 1    | 1    | -             | -             | 240   | 97    |
| Total                         | Total                         | 243  | 96   | 1    | 1    | -             | -             | 244   | 97    |

## Palmarés

### Campeonatos nacionales
| Título    | Club     | País      | Año  |
| --------- | -------- | --------- | ---- |
| Primera C | All Boys | Argentina | 1946 |
| Primera C | All Boys | Argentina | 1950 |